# Wilhelm Burgard
Wilhelm Johann „Willi“ Burgard (* 14. März 1927 in Wiebelskirchen; † 23. Oktober 2000 in Bexbach) war ein deutscher Leichtathlet, der für das Saarland antrat.

## Biografie
Wilhelm Burgard gewann im Hürdenlauf, Dreisprung, Weitsprung, Fünfkampf und 4-mal-100-Meter-Staffel insgesamt 14 Goldmedaillen bei Saarländischen Meisterschaften. 1952 gehörte der Leichtathlet der Mannschaft des Saarlands bei den Olympischen Spielen in Helsinki an. Er startete im Dreisprung, schied jedoch in der Qualifikation als 29. aus.
1950 trat Burgard in den Polizeidienst ein und war in Neunkirchen tätig. Bereits 1956 wechselte er als Sport-Redakteur zur Saarbrücker Zeitung, wo er – über seine Pensionierung 1987 hinaus, bis 1994 tätig war. Nach seinem Tod wurde Burgard auf dem Friedhof in Oberbexbach beigesetzt.